# Žygimantas Stanulis
Žygimantas Stanulis (11 de enero de 1993) es un deportista lituano que compite en halterofilia. Ganó tres medallas de plata en el Campeonato Europeo de Halterofilia entre los años 2013 y 2018.

## Palmarés internacional
| Campeonato Europeo | Campeonato Europeo | Campeonato Europeo | Campeonato Europeo |
| Año                | Lugar              | Medalla            | Categoría          |
| ------------------ | ------------------ | ------------------ | ------------------ |
| 2013               | Tirana (Albania)   | Medalla de plata   | 94 kg              |
| 2016               | Førde (Noruega)    | Medalla de plata   | 94 kg              |
| 2018               | Bucarest (Rumania) | Medalla de plata   | 94 kg              |